# Champvent (Adelsgeschlecht)

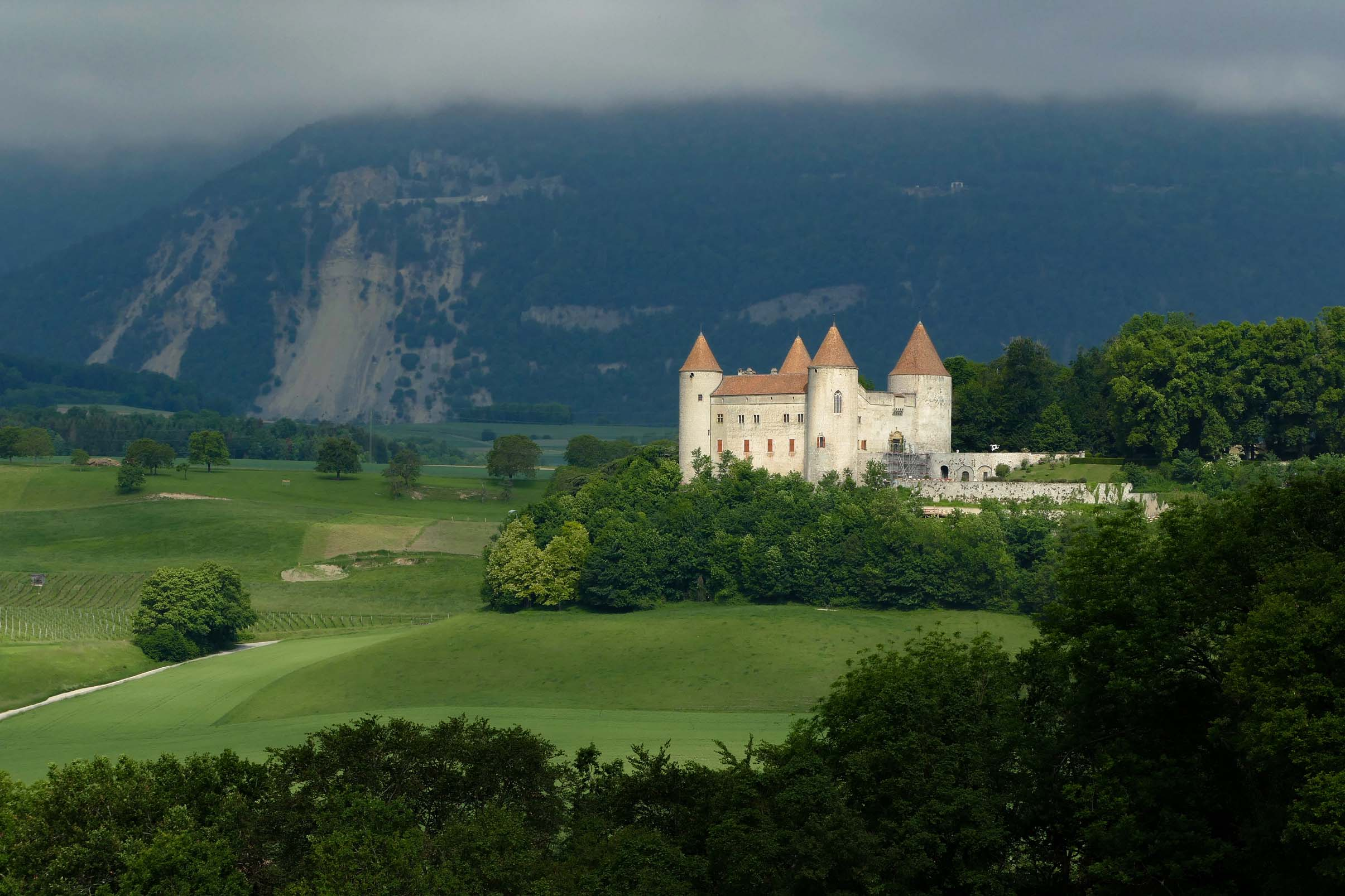
Château de Champvent, Waadtland

Die Herren von Champvent waren ein Adelsgeschlecht, das in der Waadt begütert war. Der namengebende Besitz, die Herrschaft Champvent, lag südwestlich des Neuenburgersees. Sie waren eine Seitenlinie der Herren von Grandson, die von Henri († 1261/64), einem Sohn Ebals IV. von Grandson, begründet wurde. Die Champvent stellten zwei Bischöfe von Lausanne. Nach ihrem Aussterben fielen ihre Güter an die Grafen von Neuenburg. 

## Familienmitglieder
- Guillaume de Champvent († 1301), ab 1273 Bischof von Lausanne
- Othon de Champvent († 1312), ab 1309 Bischof von Lausanne
- Pierre de Champvent († 1302/03), englischer Höfling